# Žabčice
Žabčice (in tedesco Schabschitz) è un comune della Repubblica Ceca facente parte del distretto di Brno-venkov, in Moravia Meridionale.